# Walter Rutherford
Walter Mathers Rutherford (* 23. September 1857 in Crailing; † 15. Oktober 1913 in London) war ein schottischer Golfer.

## Biografie
Walter Rutherford war Mitglied beim Jedburgh Golf Club. Bei den Olympischen Spielen 1900 in Paris gewann er im Einzel die Silbermedaille.
Rutherford besuchte das Madras College in St Andrews und bewirtschaftete Land in Jedburgh. Später soll er entweder finanzielle Problem gehabt haben oder Alkoholiker gewesen sein. Er verließ Schottland und starb schließlich in London.